# Дагуевы
Дагу́евы (осет. Дæгуйтæ, тур. Zorlu) — дигорская фамилия.

## Антропонимика
Фамильное имя объясняется из кабардинского языка (кабард.-черк. дэгу) — ‘глухой’

## История и происхождение
Предком фамилии Дагуевых называется Дагуй, он был одним из сыновей Кайтова Кая. Первоначально, он вместе со своими братьями обосновался в селении Кумбулта. Здесь у него родились дети, но их имён уже никто не помнит.
Существует предание, согласно которому мужчина из рода Дагуевых переселился в Кабарду по неизвестной нам причине. Он обосновался в одном из кабардинских сел и женился, его потомки стали называться Кугихатуевыми. Дети и внуки его стали кабардинцами, но при этом о своих дигорских корнях они никогда не забывали.
А те из Дагуевых, которые остались в Кумбулта, перебрались в соседнее село Донифарс, где стали его постоянными жителями. Прожив здесь достаточно долгое время, впоследствии переселились в равнинное сел. Хазнидон.

## Генеалогия
Родственными фамилиями (арвадалта) Дагуевых являются — Гегкиевы, Сагеевы, Таказовы, Хачировы и Цеовы.

## Посемейные списки

### 1847
Деревни Донофарс.
31. Царай Дагуев

### 1863
Аул Донифарс
19. Наок Дагуев
- сыновья его:
  - Гоцау
  - Геолий
  - Цапо
  - Аслан